# Angelica longipes
Angelica longipes är en flockblommig växtart som beskrevs av H.Wolff. Angelica longipes ingår i släktet kvannar, och familjen flockblommiga växter. Inga underarter finns listade i Catalogue of Life.